# Baris Özcan
Baris Özcan (født 9. juli 1981) er en dansk professionel fodboldspiller, hvor hans primære position på banen er i forsvaret. Hans nuværende klub er 1. divisionsklubben Boldklubben Fremad Amager, som han skrev kontrakt med i slutningen af 2004. Han debuterede for klubben d. 6. marts 2005 mod FC København. I januar 2007 fik han tildelt anførerbindet efter holdets tidligere anfører Mikkel Blavnsfeldt.
Özcan repræsenterede Brøndby IF i 4 U-19 landskampe i 1999. Han kom til AGF fra Brøndby IF i 2001 og nåede 35 Superliga-kampe, inden hans kontrakt udløb i juni 2002. Han debuterede for AGF den 12. marts [2001] mod Akademisk Boldklub og spillede sin sidste kamp den 22. april 2002 igen mod Akademisk Boldklub. Sidenhen gik turen (som transferfri) til FC Aarhus, Boldklubben Skjold og Fremad Amager.

## Spillerkarriere
- 1990-1994: SB 50 Ishøj
- 1995-2001: Brøndby IF
- 2001-2002: AGF, 35 kampe og 1 mål, Superligaen
- 2002-2003: FC Aarhus, 1. division
- 2003-2004: Boldklubben Skjold, 1. division
- 2004-: Boldklubben Fremad Amager, 53 kampe og 4 mål, 1. division [1]
- 2014-2019 Ishøj Boldklub, Serie 1
- 2020-: Vb 1968, Sjællands serien